# 嘉義客運嘉義總站
嘉義客運嘉義總站，又稱為嘉義客運中山站，是嘉義客運設於嘉義市西區中山路503號的車站。
本站可連接朴子站、北港站兩主要車站，也是服務嘉義都會區週邊、台南溪北地區及雲林山線地區的主要車站之一，是嘉義客運最重要的轉運站，為原日本時代嘉義自動車株式會社的場站。車站所在地為嘉義市最主要商業區之一，大約位於嘉義站前商圈到嘉義圓環的中間位置。本場站為嘉義客運與台西客運行駛斗六及麥寮聯營線共用(停靠於場站外站位)，另白河關子嶺路線由嘉義轉運站始發，停靠作為中途站的本場站前站位。此外，嘉義縣公共汽車管理處之班車亦於此場站前設有彰化銀行站站位，可於此站位轉乘嘉義市公車中山幹線、嘉義市幸福巴士以及嘉義縣市區公車101、102和其他公路客運。

## 歷史
- 1916 嘉義自動車株式會社場站
- 1942 嘉義乘合自動車株式會社場站
- 1947 嘉義汽車客運股份有限公司場站

## 場站月台
嘉義總站有一處服務室，提供旅客票務及時刻資訊。
月台指示牌分別如下：

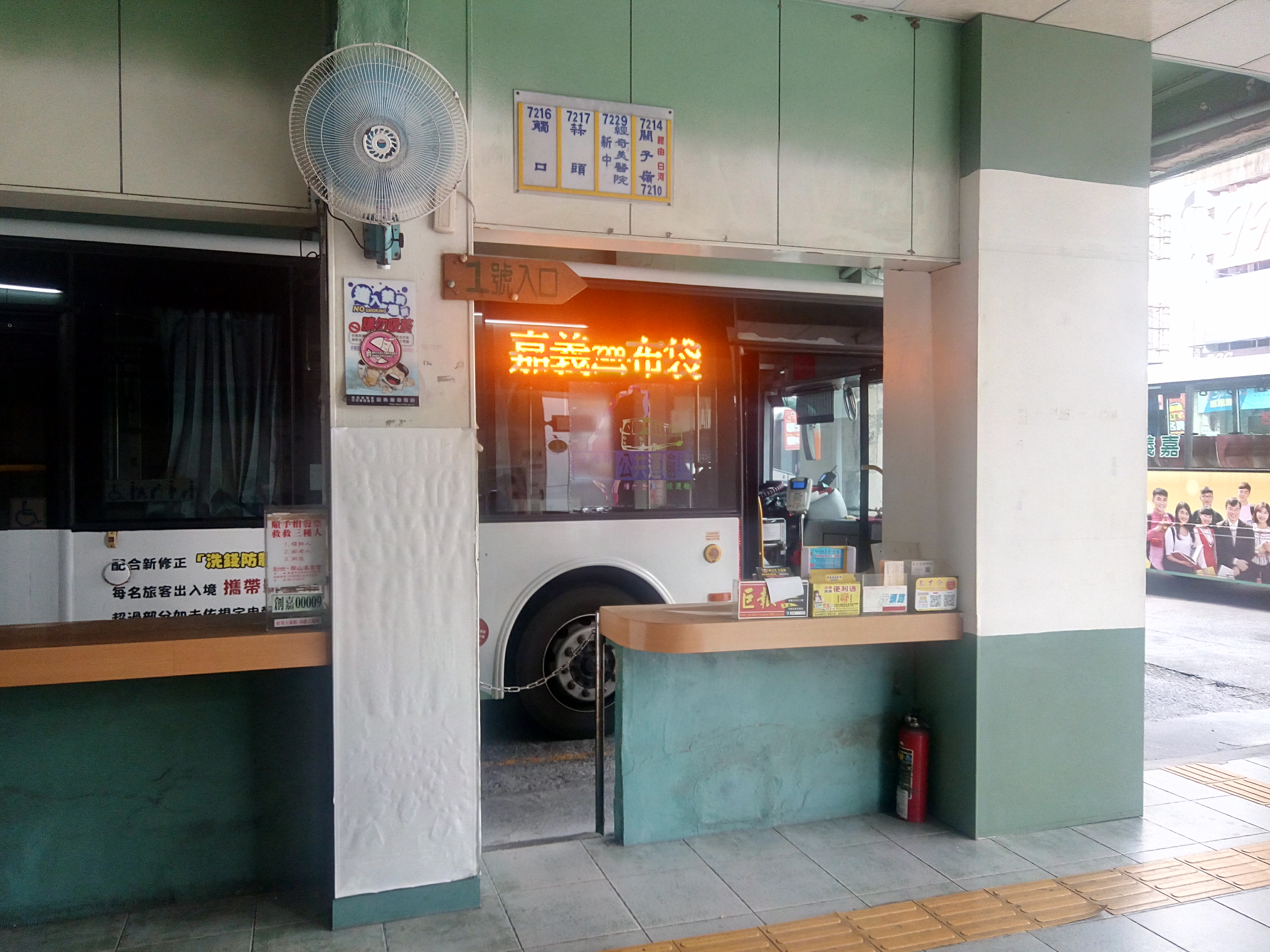
嘉義客運嘉義總站第一月台
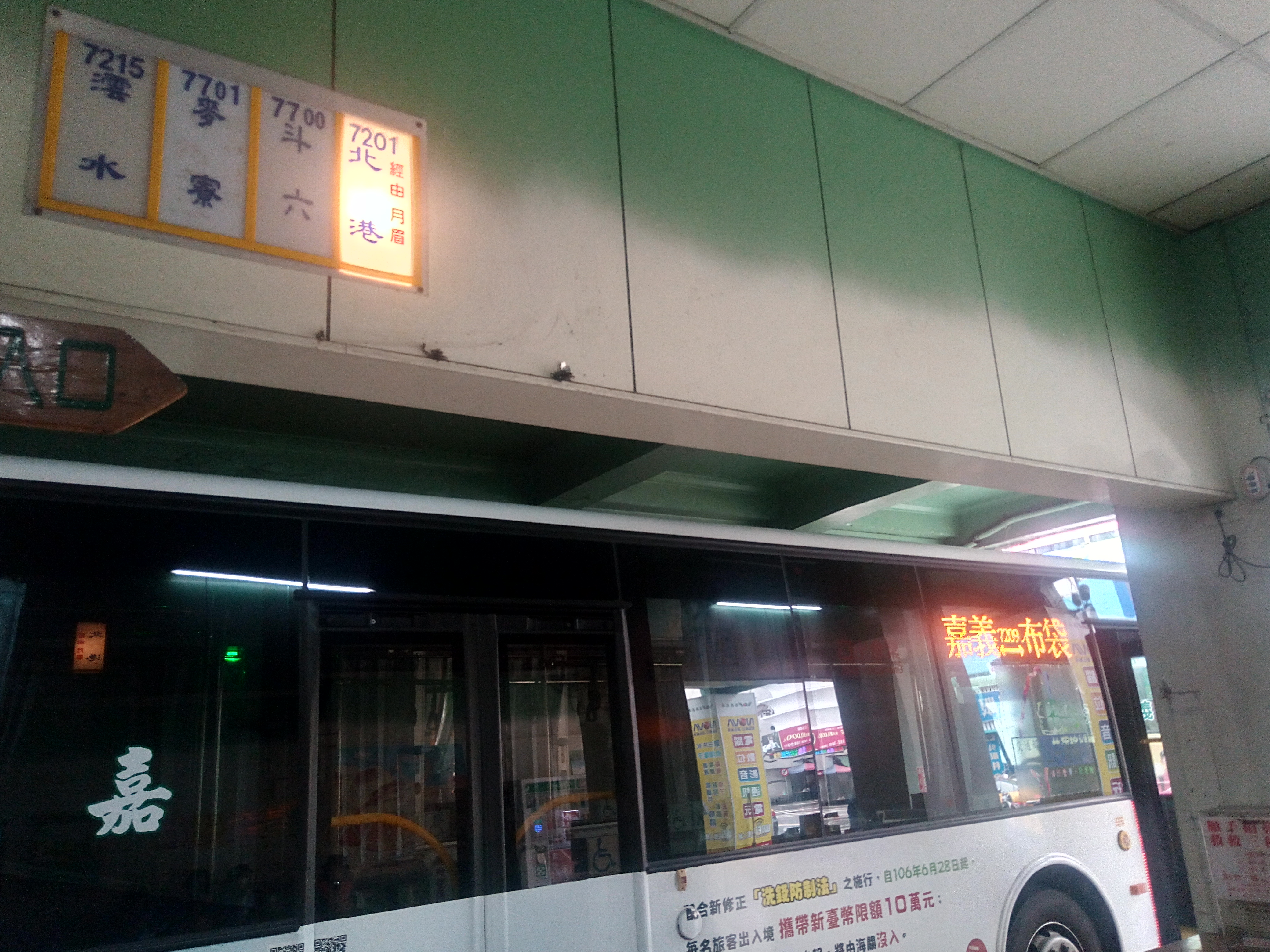
嘉義客運嘉義總站第二月台
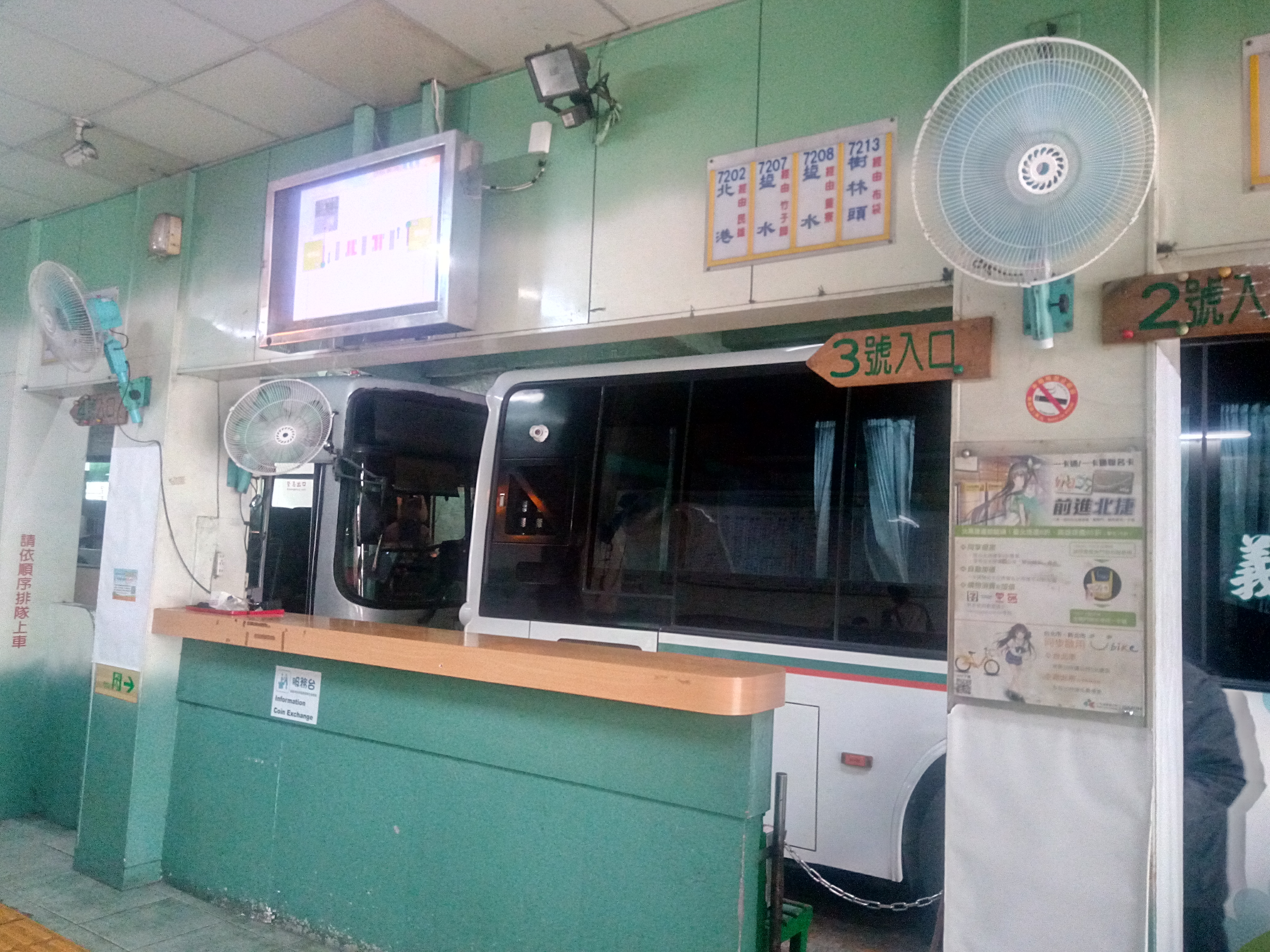
嘉義客運嘉義總站第三月台
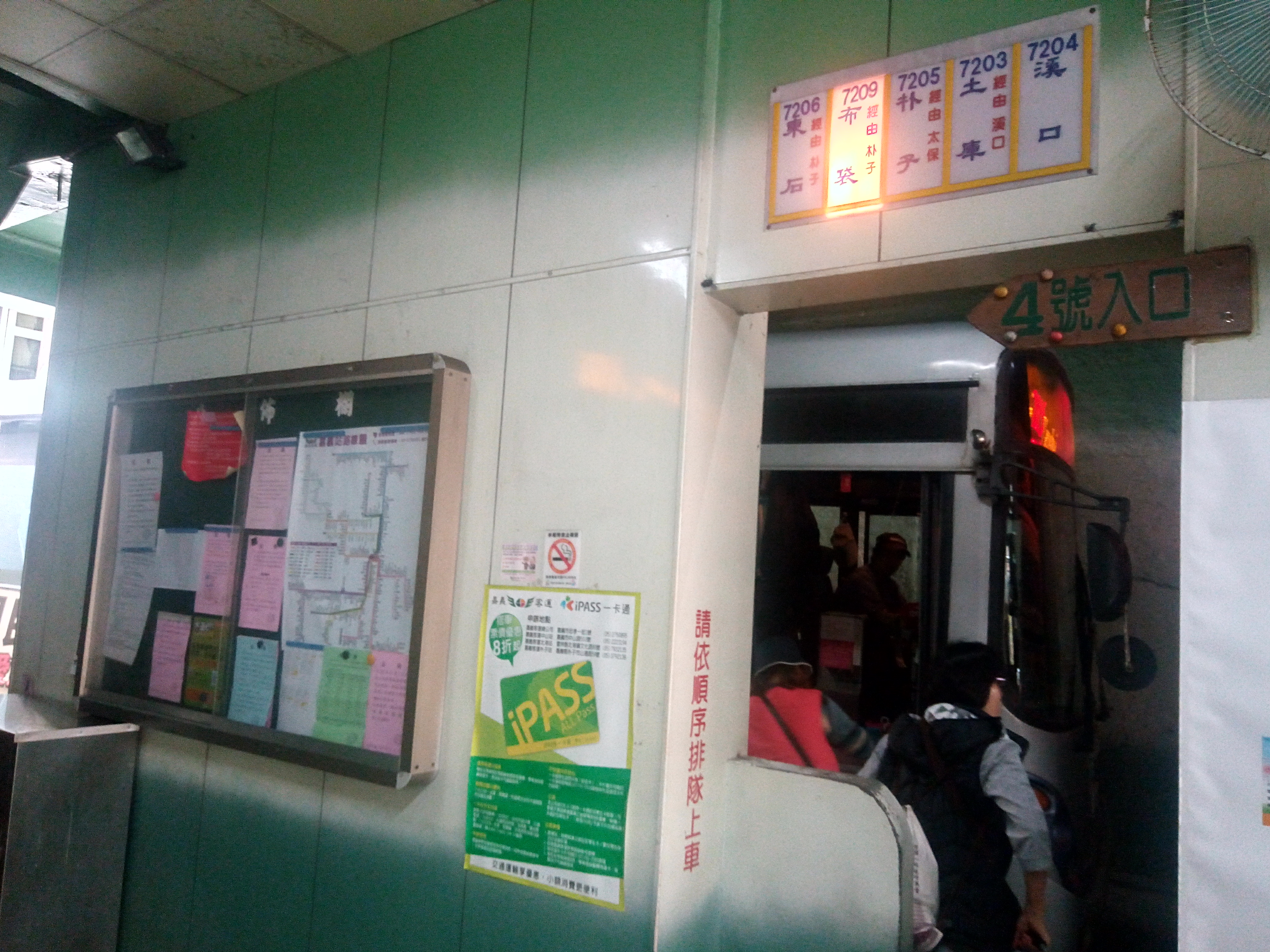
嘉義客運嘉義總站第四月台

| 7214 | 關子嶺經由白河 | 7210 |
| 7217 | 蒜頭           |      |
| 7216 | 觸口           |      |

| 7201 | 北港經由月眉 |
| 7700 | 斗六         |
| 7701 | 麥寮         |
| 7215 | 澐水         |

| 7213 | 樹林頭經由布袋 |
| 7208 | 鹽水經由重寮   |
| 7207 | 鹽水經由竹子腳 |
| 7202 | 北港經由民雄   |

| 7204 | 溪口         |
| 7203 | 土庫經由溪口 |
| 7205 | 朴子經由太保 |
| 7209 | 布袋經由朴子 |
| 7206 | 東石經由朴子 |

## 轉乘資訊

### 嘉義市公車
| 路線編號         | 營運區間                                                     | 收費方式                      | 乘車站名 |
| ---------------- | ------------------------------------------------------------ | ----------------------------- | -------- |
| 中山幹線(綠線)   | 大富路－國立嘉義大學蘭潭校區                                 | 一段票收費，全票12元、半票6元 | 彰化銀行 |
| 中山幹線A(綠A線) | 二二八國家紀念公園－國立嘉義大學蘭潭校區                     | 一段票收費，全票12元、半票6元 | 彰化銀行 |
| 樂活1路          | 榮民醫院長照點－濟美仁愛之家                                 | 一段票收費，全票12元、半票6元 | 彰化銀行 |
| 樂活3路          | 許氏宗祠（預約）－奉天宮－民族國小（東市場）                 | 一段票收費，全票12元、半票6元 | 彰化銀行 |
| 樂活6路          | 紅瓦里（1）全家超商－嘉義基督教醫院                          | 一段票收費，全票12元、半票6元 | 彰化銀行 |
| 樂活7路          | 民族國小（東市場）－五港宮                                   | 一段票收費，全票12元、半票6元 | 彰化銀行 |
| 樂活8路          | 嘉義市轉運中心－東洋新村－泰勒瓦莊園（預約）                 | 一段票收費，全票12元、半票6元 | 彰化銀行 |
| 樂活9路          | 榮民醫院長照點－嘉義基督教醫院－東洋新村－泰勒瓦莊園（預約） | 一段票收費，全票12元、半票6元 | 彰化銀行 |

### 嘉義縣市區公車
| 路線編號 | 固定編號 | 營運區間     | 收費方式                                         | 乘車站名 |
| -------- | -------- | ------------ | ------------------------------------------------ | -------- |
| 101      | 28       | 嘉義－塘興村 | 里程計費，電子票證全票22元起跳、投現全票25元起跳 | 彰化銀行 |
| 102      | 60       | 嘉義－松仔腳 | 里程計費，電子票證全票22元起跳、投現全票25元起跳 | 彰化銀行 |

## 車站週邊
- 嘉義車站
- 玉山證券嘉義分公司
- 玉山銀行嘉義分行
- 臺灣銀行嘉義分行
- 彰化銀行嘉義分行
- 永豐金證券嘉義分公司
- 中國信託證券嘉義分公司
- 北榮教會
- SUBWAY嘉義站前店
- 星巴克嘉義中山門市
- 嘉義圓環
- 墊腳石書局嘉義店
- 鴻圖書局
- 中正公園

## 資料來源
1. ↑  .   [2017-11-27]. （原始内容存档于2020-10-01）.
2. ↑  .   [2017-11-27]. （原始内容存档于2020-12-01）.
3. ↑  .   [2017-11-27]. （原始内容存档于2020-12-01）.